# Tournoi de tennis de Sicile
Le tournoi de Sicile, également appelé Campionati Internazionali di Sicilia, est un tournoi de tennis professionnel masculin. Il se disputait sur les courts en terre battue de Palerme en Sicile, tous les ans vers la fin du mois de septembre.

## Place dans le calendrier
Il a fait partie du circuit ATP en 1971 puis de 1979 à 2006. Il disparaît en 2007 du calendrier ATP sans être remplacé. Un tournoi Challenger fut organisé à Palerme de 2009 à 2011.

## Palmarès

### Simple
| No | Date       | Nom et lieu du tournoi                             | Catégorie      | Dotation       | Surface        | Vainqueur              | Finaliste            | Score              |                |
| -- | ---------- | -------------------------------------------------- | -------------- | -------------- | -------------- | ---------------------- | -------------------- | ------------------ | -------------- |
| 1  | 19-04-1971 | , Palerme                                          |                | NC $           | Terre (ext.)   | Roger Taylor           | Pierre Barthès       | 6-3, 4-6, 7-6, 6-2 |                |
|    | 1972-1978  | Pas de tournoi                                     | Pas de tournoi | Pas de tournoi | Pas de tournoi | Pas de tournoi         | Pas de tournoi       | Pas de tournoi     | Pas de tournoi |
| 2  | 17-09-1979 | , Palerme                                          |                | 75 000 $       | Terre (ext.)   | Björn Borg             | Corrado Barazzutti   | 6-4, 6-0, 6-4      |                |
| 3  | 08-09-1980 | , Palerme                                          |                | 75 000 $       | Terre (ext.)   | Guillermo Vilas        | Paul McNamee         | 6-4, 6-0, 6-0      |                |
| 4  | 14-09-1981 | , Palerme                                          |                | 75 000 $       | Terre (ext.)   | Manuel Orantes         | Pedro Rebolledo      | 6-4, 6-0, 6-0      |                |
| 5  | 13-09-1982 | , Palerme                                          |                | 100 000 $      | Terre (ext.)   | Mario Martínez         | John Alexander       | 6-4, 7-5           |                |
| 6  | 12-09-1983 | , Palerme                                          |                | 100 000 $      | Terre (ext.)   | Jimmy Arias            | José Luis Clerc      | 6-2, 2-6, 6-0      |                |
| 7  | 10-09-1984 | , Palerme                                          |                | 100 000 $      | Terre (ext.)   | Francesco Cancellotti  | Miloslav Mečíř       | 6-0, 6-3           |                |
| 8  | 09-09-1985 | , Palerme                                          |                | 100 000 $      | Terre (ext.)   | Thierry Tulasne        | Joakim Nyström       | 6-3, 6-1           |                |
| 9  | 29-09-1986 | , Palerme                                          |                | 100 000 $      | Terre (ext.)   | Ulf Stenlund           | Pablo Arraya         | 6-2, 6-3           |                |
| 10 | 28-09-1987 | , Palerme                                          |                | 100 000 $      | Terre (ext.)   | Martín Jaite           | Karel Nováček        | 7-6, 6-7, 6-4      |                |
| 11 | 26-09-1988 | , Palerme                                          |                | 93 400 $       | Terre (ext.)   | Mats Wilander          | Kent Carlsson        | 6-1, 3-6, 6-4      | Tableau        |
| 12 | 25-09-1989 | , Palerme                                          |                | 225 000 $      | Terre (ext.)   | Guillermo Pérez Roldán | Paolo Canè           | 6-1, 6-4           |                |
| 13 | 24-09-1990 | Campionati Internazionali di Sicilia, Palerme      | World Series   | 270 000 $      | Terre (ext.)   | Franco Davín           | Juan Aguilera        | 6-1, 6-1           |                |
| 14 | 23-09-1991 | Campionati Internazionali di Sicilia, Palerme      | World Series   | 270 000 $      | Terre (ext.)   | Frédéric Fontang       | Emilio Sánchez       | 1-6, 6-3, 6-3      |                |
| 15 | 28-09-1992 | Campionati Internazionali di Sicilia, Palerme      | World Series   | 285 000 $      | Terre (ext.)   | Sergi Bruguera         | Emilio Sánchez       | 6-1, 6-3           |                |
| 16 | 27-09-1993 | Campionati Internazionali di Sicilia, Palerme      | World Series   | 290 000 $      | Terre (ext.)   | Thomas Muster          | Sergi Bruguera       | 7-62, 7-5          |                |
| 17 | 26-09-1994 | Campionati Internazionali di Sicilia, Palerme      | World Series   | 290 000 $      | Terre (ext.)   | Alberto Berasategui    | Àlex Corretja        | 2-6, 7-66, 6-4     |                |
| 18 | 25-09-1995 | Campionati Internazionali di Sicilia, Palerme      | World Series   | 303 000 $      | Terre (ext.)   | Francisco Clavet       | Jordi Burillo        | 62-7, 6-3, 7-61    |                |
| 19 | 23-09-1996 | Campionati Internazionali di Sicilia, Palerme      | World Series   | 303 000 $      | Terre (ext.)   | Karim Alami            | Adrian Voinea        | 7-5, 2-1, ab.      |                |
| 20 | 29-09-1997 | Campionati Internazionali di Sicilia, Palerme      | World Series   | 303 000 $      | Terre (ext.)   | Alberto Berasategui    | Dominik Hrbatý       | 6-4, 6-2           |                |
| 21 | 05-10-1998 | Campionati Internazionali di Sicilia, Palerme      | Int' Series    | 315 000 $      | Terre (ext.)   | Mariano Puerta         | Franco Squillari     | 6-3, 6-2           |                |
| 22 | 04-10-1999 | Campionati Internazionali di Sicilia, Palerme      | Int' Series    | 325 000 $      | Terre (ext.)   | Arnaud Di Pasquale     | Alberto Berasategui  | 6-1, 6-3           | Tableau        |
| 23 | 25-09-2000 | Internazionali di Sicilia Freedomland Cup, Palerme | Int' Series    | 350 000 $      | Terre (ext.)   | Olivier Rochus         | Diego Nargiso        | 7-614, 6-1         | Tableau        |
| 24 | 24-09-2001 | Campionati Internazionali di Sicilia, Palerme      | Int' Series    | 375 000 $      | Terre (ext.)   | Félix Mantilla         | David Nalbandian     | 7-62, 6-4          | Tableau        |
| 25 | 23-09-2002 | Campionati Internazionali di Sicilia, Palerme      | Int' Series    | 356 000 $      | Terre (ext.)   | Fernando González      | José Acasuso         | 5-7, 6-3, 6-1      | Tableau        |
| 26 | 22-09-2003 | Campionati Internazionali di Sicilia, Palerme      | Int' Series    | 355 000 $      | Terre (ext.)   | Nicolás Massú          | Paul-Henri Mathieu   | 1-6, 6-2, 7-60     | Tableau        |
| 27 | 27-09-2004 | Campionati Internazionali di Sicilia, Palerme      | Int' Series    | 355 000 $      | Terre (ext.)   | Tomáš Berdych          | Filippo Volandri     | 6-3, 6-3           | Tableau        |
| 28 | 26-09-2005 | Campionati Internazionali di Sicilia, Palerme      | Int' Series    | 355 000 $      | Terre (ext.)   | Igor Andreev           | Filippo Volandri     | 0-6, 6-1, 6-3      | Tableau        |
| 29 | 25-09-2006 | Campionati Internazionali di Sicilia, Palerme      | Int' Series    | 355 000 $      | Terre (ext.)   | Filippo Volandri       | Nicolás Lapentti     | 5-7, 6-1, 6-3      | Tableau        |
|    | 2007-2008  | Pas de tournoi                                     | Pas de tournoi | Pas de tournoi | Pas de tournoi | Pas de tournoi         | Pas de tournoi       | Pas de tournoi     | Pas de tournoi |
| 30 | 21-09-2009 | Sicilia Classic Mancuso Company Cup, Palerme       | Challenger     | 30 000 €       | Terre (ext.)   | Adrian Ungur           | Albert Ramos-Viñolas | 6-4, 6-4           |                |
| 31 | 04-10-2010 | Sicilia Classic, Palerme                           | Challenger     | 42 500 €       | Terre (ext.)   | Attila Balázs          | Martin Fischer       | 7-64, 2-6, 6-1     |                |
| 32 | 03-10-2011 | Sicilia Classic Tecnocasa Cup, Palerme             | Challenger     | 42 500 €       | Terre (ext.)   | Carlos Berlocq         | Adrian Ungur         | 6-1, 6-1           |                |

### Double
| No | Date       | Nom et lieu du tournoi                             | Catégorie      | Dotation       | Surface        | Vainqueurs                        | Finalistes                                | Score            |                |
| -- | ---------- | -------------------------------------------------- | -------------- | -------------- | -------------- | --------------------------------- | ----------------------------------------- | ---------------- | -------------- |
| 1  | 19-04-1971 | , Palerme                                          |                | NC $           | Terre (ext.)   | Pierre Barthès Georges Goven      | Ilie Năstase Ion Țiriac                   | 6-2, 6-3         |                |
|    | 1972-1978  | Pas de tournoi                                     | Pas de tournoi | Pas de tournoi | Pas de tournoi | Pas de tournoi                    | Pas de tournoi                            | Pas de tournoi   | Pas de tournoi |
| 2  | 17-09-1979 | , Palerme                                          |                | 75 000 $       | Terre (ext.)   | Peter McNamara Paul McNamee       | Ismail El Shafei John Feaver              | 7-5, 7-6         |                |
| 3  | 08-09-1980 | , Palerme                                          |                | 75 000 $       | Terre (ext.)   | Gianni Ocleppo Ricardo Ycaza      | Víctor Pecci Balázs Taróczy               | 6-2, 6-2         |                |
| 4  | 14-09-1981 | , Palerme                                          |                | 75 000 $       | Terre (ext.)   | José Luis Damiani Diego Pérez     | Jaime Fillol Belus Prajoux                | 6-1, 6-4         |                |
| 5  | 13-09-1982 | , Palerme                                          |                | 100 000 $      | Terre (ext.)   | Gianni Marchetti Enzo Vattuone    | José Luis Damiani Diego Pérez             | 6-4, 6-7, 6-3    |                |
| 6  | 12-09-1983 | , Palerme                                          |                | 100 000 $      | Terre (ext.)   | Pablo Arraya José Luis Clerc      | Danie Visser Tian Viljoen                 | 1-6, 6-4, 6-4    |                |
| 7  | 10-09-1984 | , Palerme                                          |                | 100 000 $      | Terre (ext.)   | Tomáš Šmíd Blaine Willenborg      | Adriano Panatta Henrik Sundström          | 6-7, 6-3, 6-0    |                |
| 8  | 09-09-1985 | , Palerme                                          |                | 100 000 $      | Terre (ext.)   | Colin Dowdeswell Joakim Nyström   | Sergio Casal Emilio Sánchez               | 6-4, 6-7, 7-6    |                |
| 9  | 29-09-1986 | , Palerme                                          |                | 100 000 $      | Terre (ext.)   | Paolo Canè Simone Colombo         | Claudio Mezzadri Gianni Ocleppo           | 7-5, 6-3         |                |
| 10 | 28-09-1987 | , Palerme                                          |                | 100 000 $      | Terre (ext.)   | Leonardo Lavalle Claudio Panatta  | Petr Korda Tomáš Šmíd                     | 3-6, 6-4, 6-4    |                |
| 11 | 26-09-1988 | , Palerme                                          |                | 93 400 $       | Terre (ext.)   | Carlos Di Laura Marcelo Filippini | Alberto Mancini Christian Miniussi        | 6-2, 6-0         | Tableau        |
| 12 | 25-09-1989 | , Palerme                                          |                | 225 000 $      | Terre (ext.)   | Peter Ballauff Rüdiger Haas       | Goran Ivanišević Diego Nargiso            | 6-2, 6-7, 6-4    |                |
| 13 | 24-09-1990 | Campionati Internazionali di Sicilia, Palerme      | World Series   | 270 000 $      | Terre (ext.)   | Sergio Casal Emilio Sánchez       | Carlos Costa Horacio de la Peña           | 6-3, 6-4         |                |
| 14 | 23-09-1991 | Campionati Internazionali di Sicilia, Palerme      | World Series   | 270 000 $      | Terre (ext.)   | Jacco Eltingh Tom Kempers         | Emilio Sánchez Javier Sánchez             | 3-6, 6-3, 6-3    |                |
| 15 | 28-09-1992 | Campionati Internazionali di Sicilia, Palerme      | World Series   | 285 000 $      | Terre (ext.)   | Johan Donar Ola Jonsson           | Horacio de la Peña Vojtěch Flégl          | 5-7, 6-3, 6-4    |                |
| 16 | 27-09-1993 | Campionati Internazionali di Sicilia, Palerme      | World Series   | 290 000 $      | Terre (ext.)   | Sergio Casal Emilio Sánchez       | Juan Garat Jorge Lozano                   | 6-3, 6-3         |                |
| 17 | 26-09-1994 | Campionati Internazionali di Sicilia, Palerme      | World Series   | 290 000 $      | Terre (ext.)   | Tom Kempers Jack Waite            | Neil Broad Greg Van Emburgh               | 7-6, 6-4         |                |
| 18 | 25-09-1995 | Campionati Internazionali di Sicilia, Palerme      | World Series   | 303 000 $      | Terre (ext.)   | Àlex Corretja Fabrice Santoro     | Hendrik Jan Davids Piet Norval            | 6-7, 6-4, 6-3    |                |
| 19 | 23-09-1996 | Campionati Internazionali di Sicilia, Palerme      | World Series   | 303 000 $      | Terre (ext.)   | Andrew Kratzmann Marcos Ondruska  | Cristian Brandi Emilio Sánchez            | 7-6, 6-4         |                |
| 20 | 29-09-1997 | Campionati Internazionali di Sicilia, Palerme      | World Series   | 303 000 $      | Terre (ext.)   | Andrew Kratzmann Libor Pimek      | Hendrik Jan Davids Daniel Orsanic         | 3-6, 6-3, 7-6    |                |
| 21 | 05-10-1998 | Campionati Internazionali di Sicilia, Palerme      | Int' Series    | 315 000 $      | Terre (ext.)   | Donald Johnson Francisco Montana  | Pablo Albano Daniel Orsanic               | 6-4, 7-6         |                |
| 22 | 04-10-1999 | Campionati Internazionali di Sicilia, Palerme      | Int' Series    | 325 000 $      | Terre (ext.)   | Mariano Hood Sebastián Prieto     | Lan Bale Alberto Martín                   | 6-3, 6-1         | Tableau        |
| 23 | 25-09-2000 | Internazionali di Sicilia Freedomland Cup, Palerme | Int' Series    | 350 000 $      | Terre (ext.)   | Tomás Carbonell Martín García     | Pablo Albano Marc-Kevin Goellner          | Forfait          | Tableau        |
| 24 | 24-09-2001 | Campionati Internazionali di Sicilia, Palerme      | Int' Series    | 375 000 $      | Terre (ext.)   | Tomás Carbonell Daniel Orsanic    | Enzo Artoni Emilio Benfele Álvarez        | 6-2, 2-6, 6-2    | Tableau        |
| 25 | 23-09-2002 | Campionati Internazionali di Sicilia, Palerme      | Int' Series    | 356 000 $      | Terre (ext.)   | Lucas Arnold Ker Luis Lobo        | František Čermák Leoš Friedl              | 6-4, 4-6, 6-2    | Tableau        |
| 26 | 22-09-2003 | Campionati Internazionali di Sicilia, Palerme      | Int' Series    | 355 000 $      | Terre (ext.)   | Lucas Arnold Ker Mariano Hood     | František Čermák Leoš Friedl              | 7-66, 63-7, 6-4  | Tableau        |
| 27 | 27-09-2004 | Campionati Internazionali di Sicilia, Palerme      | Int' Series    | 355 000 $      | Terre (ext.)   | Lucas Arnold Ker Mariano Hood     | Gastón Etlis Martín Rodríguez             | 7-5, 6-2         | Tableau        |
| 28 | 26-09-2005 | Campionati Internazionali di Sicilia, Palerme      | Int' Series    | 355 000 $      | Terre (ext.)   | Martín García Mariano Hood        | Mariusz Fyrstenberg Marcin Matkowski      | 6-2, 6-3         | Tableau        |
| 29 | 25-09-2006 | Campionati Internazionali di Sicilia, Palerme      | Int' Series    | 355 000 $      | Terre (ext.)   | Martín García Luis Horna          | Mariusz Fyrstenberg Marcin Matkowski      | 7-61, 7-62       | Tableau        |
|    | 2007-2008  | Pas de tournoi                                     | Pas de tournoi | Pas de tournoi | Pas de tournoi | Pas de tournoi                    | Pas de tournoi                            | Pas de tournoi   | Pas de tournoi |
| 30 | 21-09-2009 | Sicilia Classic Mancuso Company Cup, Palerme       | Challenger     | 30 000 €       | Terre (ext.)   | Martin Fischer Philipp Oswald     | Pierre-Ludovic Duclos Rogério Dutra Silva | 6-3, 7-64        |                |
| 31 | 04-10-2010 | Sicilia Classic, Palerme                           | Challenger     | 42 500 €       | Terre (ext.)   | Martin Fischer Philipp Oswald     | Alessandro Motti Simone Vagnozzi          | 4-6, 6-2, [10-6] |                |
| 32 | 03-10-2011 | Sicilia Classic Tecnocasa Cup, Palerme             | Challenger     | 42 500 €       | Terre (ext.)   | Tomasz Bednarek Mateusz Kowalczyk | Alexander Bury Andrei Vasilevski          | 6-2, 6-4         |                |